# The Great Ace Attorney 2: Resolve
The Great Ace Attorney 2: Resolve (大逆轉裁判2 -成步堂龍之介的覺悟-, Dai Gyakuten Saiban 2: Naruhodō Ryūnosuke no Kakugo) est un jeu vidéo d'aventure développé et édité par Capcom, sorti en 2017 sur Nintendo 3DS, iOS et Android.
Il s'agit d'un épisode dérivé de la série Ace Attorney et fait suite à The Great Ace Attorney: Adventures.
Le jeu est porté le 27 juillet 2021 lors d'une sortie mondiale sur Nintendo Switch, PlayStation 4 et Windows dans une compilation nommé The Great Ace Attorney Chronicles comprenant les deux épisodes de la série dérivée.

## Synopsis
Le jeu se déroule à la suite des évènements du précédent jeu, lorsque Ryunosuke Naruhodo a commencé sa carrière d'avocat à Londres. On y suit tout d'abord, dans la première affaire, les aventures de Susato Mikotoba, son ancienne assistante, qui doit défendre son amie devant la justice japonaise, en se faisant passer pour le cousin de Naruhodo...

## Système de jeu
Le système de jeu est globalement similaire à celui du premier volet, The Great Ace Attorney: Adventures.

## Accueil
Le jeu a reçu le Prix d'excellence du magazine Famitsu pour l'année 2017.

## Traduction
Si les premières affaires du jeu avait été traduites auparavant en anglais par le groupe de fan-traduction Scarlet Study, ce n'est qu'à la sortie mondiale du jeu dans la compilation The Great Ace Attorney Chronicles que ce dernier se voit doté d'une traduction complète et officielle en anglais.
A noter, comme pour le premier volet, qu'aucune traduction française officielle n'est prévue par Capcom à ce jour.